# Агрегат за прављење бетона
Агрегат учествује са 70-80% у укупној маси бетона и од његових карактеристика зависе својства бетонских смеша и очврслог бетона.
За справљење бетона користе се природни песак, шљунак и дробљени камен. Дробљени камен је по правилу скупљи, па се речном агрегату у пракси обично даје предност. С друге стране, речни агрегат због заобљености зрна, много повољније утиче на уградљивост и обрадивост бетонских смеша. Агрегати се деле на ситан и крупан.
- ситан агрегат (песак) има зрна која пролазе кроз сито отвора 4mm.
- крупан агрегат (шљунак) има зрна која не могу проћи кроз сито отвора 4mm.

## Агрегат за справљење бетона
Агрегат за справљење бетона не сме садржати:
- глиновите пешчаре
- лапорце
- шкриљце
- гипс
- глину
- серпентин
- лискун
- угаљ

Непожељни састојци у агрегату који изазивају корозију арматуре су:
минерали са сдржајем халогених елемената (халит, силвин) и минерали који садрже сумпор (пирит, маркизит, пиротин, анхидрит). Агрегат не сме да садржи органска једињења (сахарине, масти) која могу да успоре или спрече хидратацију цемента. Агрегат за бетон мора да буде довољно чврст и постојан. Запрминска маса агрегата треба да се креће између 2000—3000 килограма по метру кубном. Чврстоћа камена која се добија дробљењем агрегат мора да износи најмање 80 мега паскала, док камен за путеве мора имати чврсоћу не мању од 160 мега паскала.

## Четири фракције агрегата
1. прва фракција: од 0 до 4mm
2. друга фракција: од 4 до 8mm
3. трећа фракција: од 8 до 16mm
4. четврта фракција: од 16 до 31,5mm

За пројектовање грануломертијског састава агрегата за бетон, технички прописи препоручују примену одређених рефернтних гранулометријских кривих. Најчешће су у примени криве Фулер-а и ЕНПА, код којих важи став да је најповољнији гранулометријски састав оног агрегата, чија гранулометријска крива пада у подручје између референтних кривих.
- Фулер је предложио криву:

Y = 100√(d/D)
- Швајцарски институт за испитивање материјала и конструкција - ЕМПА је је предложио криву облика:

Y = 50(d/D+√(d/D)